# Scinax staufferi
Scinax staufferi és una espècie de granota que es troba a Belize, Costa Rica, El Salvador, Guatemala, Hondures, Mèxic i Nicaragua.